# Azadamard
Azadamard (arménien : Ազատամարտ, littéralement « Combat pour la liberté ») est un journal en langue arménienne fondé en juin 1909 à Constantinople (Empire ottoman) et publié jusqu'en 1914. Il est affilié à la Fédération révolutionnaire arménienne.